# Shaoyang
Shaoyang (chiń. 邵阳; pinyin Shàoyáng) – miasto o statusie prefektury miejskiej w środkowych Chinach, w prowincji Hunan, na południowy zachód od miasta Changsha. W 2010 roku liczba mieszkańców miasta wynosiła 674 835. Prefektura miejska w 1999 roku liczyła 7 225 313 mieszkańców. Ośrodek rzemiosła (rzeźba w bambusie), hutnictwa żelaza oraz przemysłu maszynowego, nawozów sztucznych i papierniczego żelaza.

## Miasta partnerskie
- Saratów, Rosja